# 一中政策 (美國)
一個中國政策（英語：One-China Policy），簡稱一中政策，為美國政府於對一个中国的理解實施的外交政策。美国在台湾主权议题上不持立场的同时，采此戰略模糊政策以保持台湾海峡和平稳定。
起源在國共內戰以至美國與中華民國斷交之間，美國接受中華民國方面的一個中國政策，承認中華民國是中國唯一合法代表。在1979年與中華人民共和國建交之後，美國的政策以中美三個聯合公報，《台灣關係法》與六項保證為基點，美國承認中華人民共和國為中國唯一合法代表，並認知中華人民共和國的一中原則，了解中華人民共和國方面認定台灣是中國一部份的主張，但不承諾支持中華人民共和國的一個中國原則。美國將持續支持台灣保持民主體制與自治現況，承諾會提供防衛性武器給台灣，以保障台海和平。美國支持中華人民共和國與台灣之間經由對話，和平解決臺灣問題。

## 歷史

### 1972年以前
自1913年至1978年的美国威爾遜至福特政府，都承認中華民國為中國的合法政府。
1950年2月，中华人民共和国和蘇聯签定《中苏友好同盟互助条约》，中华人民共和国和蘇聯的战略同盟关系及和美國在远东对立的战略格局由此而形成。与此同时，进攻台湾成为1950年中华人民共和国军事工作的首要任务，并开始积极准备。4月27日，中国人民解放军攻陷海南岛。5月16日，中華民國國軍撤离舟山群岛。台湾形势日益紧张，中国大陆沿海岛紛紛被中国人民解放军奪取，使甫播遷來台湾的中華民國政府局勢更加不利。
美国对中国政局发展极为重视。5月18日，原共和党发言人、刚刚出任美国国务卿顾问的杜勒斯向国务院提交一份与国务卿艾奇逊观点相左的备忘录，他提出：“由于共产党已控制中国，而中国又与苏联结盟，世界力量均衡的局面已被打破，并且朝着有利于苏联而不利于美国的方向倾斜。在这种情况下，如果美国的行为仍表现出允许那些未确定地区，即美洲和北大西洋条约国以外的地区存在落入苏联之手的倾向，那么在类似日本、菲律宾、印度尼西亚这样具有丰富自然资源的地区，美国就将遇到一系列重大的灾难，甚至中东石油地区也将处于危机之中。为了防止这种灾难的发生，美国应该迅速采取一种能够显示信心和决心的全新与强硬的立场。”杜勒斯认为：“如果美国宣布要使台湾保持中立，既不容许它被共产党占领，也不容许它被用作对抗中国大陆的军事基地，那么，我们就一定能够使这一决策坚持下去，除非苏联发动公开的战争”。
5月30日和6月9日，助理国务卿魯斯克采纳杜勒斯的意见，并在向艾奇逊提交两份建议书，称“如为保证台湾军事中立化，美国派第七舰队进驻台湾水域，宣称防止台湾海峡双方发生军事行动；照会英、苏及联合国，说明中国人之间在台湾即将发生的冲突将涉及国际和平问题，应由联合国及对日和约有关国家共同解决。”
6月24日，美国远东驻军司令官麦克阿瑟向国防部长路易斯·A·約翰遜和参谋长联席会议主席布莱德雷递交一份《保台意见书》，其中把台湾比喻为“不沉的航空母舰”，强调台湾一旦落入共产党手中对美国远东战线造成的威胁，主张美国应采取主动措施防止台湾被共产主义政权所统治。
6月26日，杜鲁门在布莱尔大厦召集国务院和国防部高级官员商讨朝鲜问题。布莱德雷首先提出的不是朝鲜问题而是台湾问题，他宣读麦克阿瑟的《保台意见书》，并提出“台湾比朝鲜更重要”，“在朝鲜的进攻可能是一次佯动，目的是转移我们被共产党急迫进攻台湾的注意力……如果共产党果真要从远东把仗打下去，我们就必须刻不容缓地保卫台湾”。
杜鲁门遂于6月27日发表声明，表示：“对朝鲜的攻击说明，共产主义现在要使用武装的侵犯与战争……共产党部队对台湾的占领将直接威胁太平洋地区的安全，及在该地区执行合法与必要职务的美国部队”，并宣布“台湾未来地位的确定，必须等待太平洋安全的恢复、对日本的和平解决或联合国的审议”；当天，第七舰队十余艘军舰进驻台湾的基隆、高雄两港口，并在台湾海峡进行 “侦察巡逻”和作战演习。6月28日，杜鲁门命令第七舰队进驻台湾海峡，阻止任何对台湾的进攻，确保台湾中立化。8月4日，美国空军第13航空队一批飞机进占台北空军基地。同时，美国驻远东军总部还设立名为“驻台考察团”的指挥机构，统一指挥海、空军。美國将台湾的战略地位纳入国际冷战格局之舉，成为中美关系未来发展的重要一环。
美国前国务卿杜勒斯在1951年首次明确提出“岛链”概念，试图以岛链方式来封锁中华人民共和国，而台湾则成为第一岛链的重要一环。1954年12月2日，美国同中華民國签订《中美共同防御条约》。共十条，其中第二条：一旦“缔约国将个别及联合以自动及互助之方式，维持并发展起个别及集体之能力，以抵抗武装攻击，极由国外指挥之危害其领土完整与政治安定止共产颠覆活动”；第五条：“每一条约国承认对在西太平洋区域内任一条约国之武装攻击，即将危及其本身之和平与安全，兹并宣告将以宪法程序采取行动，以对付此共同危险”；第七条：“中华民国政府给与，美利坚合眾国接受，依共同协议之决定，在台湾、澎湖及附近，为其防卫所需要，部署美国陆海空军之权力”；第十条：“本条约有效期无限”。
1955年1月29日，美國通過台灣決議案。
1955年2月，美國國務院表示，國際任何討論台灣問題之會議，倘無中華民國代表出席，美國決不參加。
此后，美国在台湾长期驻军，客观上避免中国人民解放军在中华人民共和国建立前期的数十年間通过相对落后、薄弱的海军跨海作战统一台湾的可能性。直至1979年美国与中華民國断交，才在與中华人民共和国建交的外交压力下全数撤出，《中美共同防御条约》被废除，而以由美國國會通過的美国国内法《台湾关系法》取而代之，该法律仍然強調美國應对台灣提供防御性武器，以維護太平洋和平與安全。

### 中美建交公报
關於中國對於「一个中国」與「台灣主權」的立場，美國在《中美建交公报》中聲明：
| 英文本 | 中文本 |
| --- | --- |
| The United States of America recognizes the Government of the People's Republic of China as the sole legal Government of China. Within this context, the people of the United States will maintain cultural, commercial, and other unofficial relations with the people of Taiwan. | 美利坚合众国承认中华人民共和国政府是中国的唯一合法政府。在此范围内，美国人民将同台湾人民保持文化、商务和其他非官方关系。 |

| 英文本 | 中文本                                                               |
| --- | -------------------------------------------------------------------- |
| The Government of the United States of America acknowledges the Chinese position that there is but one China and Taiwan is part of China. | 美利坚合众国政府承認中国的立场，即只有一个中国，台湾是中国的一部分。 |

### 1979年以后
1979年2月，美國副國務卿華倫·克里斯多福在此議題上表明美國認為英文才是對美國有拘束力的條文，即美國承認中華人民共和國政府是中國的唯一合法政府與中華民國主權並未衝突。2009年11月，美國在臺協會主席薄瑞光在媒體圓桌會議上也表明，關於中美聯合公報所載的「台灣是中國的一部份」，美國在公報中「認知中國的立場……過去三十七年來，美國明白表示『認知』不代表認可、不代表接受，除了『認知』以外不代表任何意義。」
有人认为，美国并未放弃其在台湾的战略利益，也一直没有放弃岛链封锁中国大陸的战略，故台湾问题一直被中华人民共和国方面认为是“中美关系发展中最敏感的问题”，“中美关系发展最大的障碍”。2005年5月13日，抵达美国纽约出席联合国成立60周年首脑会议的中共中央总书记兼中华人民共和国主席胡锦涛，在会晤美国总统乔治·沃克·布什时，再次提出“中美关系的关键在台湾问题”。美國總統與國務卿則多次強調台灣問題也是人權問題，其處理應當是和平方式且需尊重台灣之民意。
但此後美國政府一直保持模糊政策，直至2004年中，美國政府因應陳水扁政府激進動作，不得不進行了一次其不支持台獨（亦非反對）的表示。值得注意的是，美國在提及關於最終主權地位時，均使用“福爾摩沙”（Formosa），而其他時候則使用“台灣”（Taiwan)。此外，通过中美三个联合公报以及美国国内法台灣關係法，但美國的態度是傾向（interest）中國人自己和平解決（對）台灣（主權）問題，並未明確反對以片面或非和平的方式來解決。除履行對台撤軍承諾外，亦無規劃解決問題之時間表，並宣稱這樣的政策符合美國的利益，也符合台海兩岸人民的利益，同時重申自杜魯門總統所確定之「美國對台灣沒有領土野心」未做改變。
因此按照美国的说法，不論是韓戰時協防臺灣、金門砲戰時協助中華民國國軍運補、與中华人民共和国的日內瓦會談、台灣關係法的訂定及執行、中美三個聯合公報的簽訂、1996年台海危機時巡弋台海、反對台灣公投、不支持台灣加入聯合國等，皆無支持或反對兩岸統一或台灣獨立之立場，僅因美國的政策需符合美國的利益，美國的政策是清晰的、一貫的，而且沒有改變。
美國國會研究處在研究中國/台灣「一個中國政策」報告書中（日期：2007年7月9日）闡述美國的立場，並總結了五點：
1. 在1972年、1979年和1982年三個美中聯合公報中，美國沒有明確說明台灣的主權地位。
2. 美國「認知」兩岸「一個中國」的立場。
3. 美國的政策「沒有承認」中华人民共和國對台灣的主權。
4. 美國的政策「沒有承認」台灣為主權國家。
5. 美國的政策認為台灣地位未定。

這些內容在2013年美國國會研究處的研究報告中保持不變。
美國國會研究服務處在2014年發佈的《「一個中國」政策的演變–來自華盛頓、北京及台北的關鍵聲明》與《美台關係》兩份報告中的總結部份說到：簡單地說，美國關注於台灣問題的解決過程上，對結果不預設立場。
2016年底，唐納·川普就職美國總統前，曾試圖以一中政策作為與中國的外交及貿易談判的籌碼，藉台灣為棋子，獲取如朝鮮核問題、南海爭議、貿易等各方面議題的談判優勢，並爭取中國在有關方面作出讓步。曾表示他充分理解一個中國政策，但除非和中國能在其他事情，包括貿易問題上談成協議，否則“不需受到一個中國政策約束（be bound by a one China policy）”。但中方認為此舉嚴重冒犯，遭到中方的强烈不满，中国外交部重申一个中国政策是中方底线，不可談判。
2017年1月20日，特朗普在正式接任總統後沒有按傳統發表農曆新年的總統講話，但於2017年2月9日致函中共中央总书记兼中国国家主席习近平，表达对共同推动惠及两国的建设性中美关系的愿景及祝贺中国民众春节和元宵节快乐。特朗普在9日當晚與習近平通話後表示，美國將加強與中國之間的關係，並遵循美國長期以來的「一個中國」政策（Honor America's long-standing "One China" policy），同時雙方也互相邀請對方來自己國家會面。
2017年6月15日，美國國務卿雷克斯·提勒森表示，美國的「一中政策」與中共的「一中原則」有不同解釋，美方亦信守台灣關係法履行所有對台承諾。
2020年8月31日，美國國務院東亞暨太平洋事務助理國務卿史達偉表示，美國長久以來的「一中政策」與北京的「一中原則」不同。中共主張對台灣擁有主權，但美方並未對台灣主權抱持任何立場，美方認為台灣議題必須以和平、且為兩岸人民接受的方式解決。美台保持廣泛且友好的非正式關係，並依循《台灣關係法》承諾協助台灣自我防衛。
2020年11月12日，美国国务卿蓬佩奥接受媒体採訪時表示，“台湾一直不是中国的一部分。”但美國國國務院隨後表示，美国的「一个中国政策」基于美中三项联合公报、台湾关系法与六项保证，美国对台湾主权不采取任何立场。實際上，蓬佩奥呼籲美國放棄「承認（recognize）中華人民共和國政府是中國的唯一合法政府」，僅「認知（acknowledges）海峽兩岸所有中國人都認爲僅存在一個中國，即台灣是中國的一部分」，並於2022年4月以在野身份發表演講時重申呼籲。
2021年10月，時任美國國防部發言人約翰·柯比表示，國防部長期遵守「一中政策」，與北京主張中國共產黨擁有台灣主權的「一中原則」有所不同，美國不對台灣主權採取立場；國防部持續支持在符合台灣人民意願與最佳利益的情況下，和平解決兩岸議題，美國對台支持堅若磐石，有助維護兩岸和區域的和平穩定。
2021年11月4日，美國國務院發言人内德·普莱斯表示，美國始終堅持自己的「一個中國政策」，也就是六項保證、三個聯合公報和《台灣關係法》為指導的「一中政策」，並指與中華人民共和國版本的「一中原則」是「截然不同」的。普萊斯還他表示美國承諾繼續支持台灣的自衛，反對任何試圖改變兩岸關係現狀的單邊行動。
2022年5月21日，美國國務院發言人内德·普莱斯在Twitter表示：中華人民共和國繼續公開歪曲美國的政策。美國不贊同中華人民共和國的「一個中國原則」——我們仍然致力於我們兩黨長期的「一個中國政策」，以《台灣關係法》、《三份聯合公報》和六項保證為指導。
2022年5月22日，美國駐華大使館於Twitter轉發美國國務院發言人普萊斯的內容並表示：中華人民共和國繼續公開錯誤描述美國的政策。美國並不同意中華人民共和國的「一個中國原則」 - 我們仍然致力於我們長久以來、不分黨派、在《台灣關係法》、《三個聯合公報》和六項保證指引下的「一個中國政策」。
2022年9月26日，美國國務院發言人内德·普莱斯表示，美國「一中政策」沒有改變，美國未對台灣主權採取立場，該政策自1979年來作為美國對台做法的核心，目前依然有效。美國希望看到現狀繼續維持下去，這個現狀過去40多年來鞏固台灣海峽和平與穩定。
2022年11月4日，美國總統喬·拜登在20國集團會議結束之後的記者會上再次表明，美國「一個中國政策」沒有改變。拜登向中國領導人習近平表示美國反對臺海任何一方單方面改變現狀，全世界都在維持臺海和平穩定上擁有利益。

## 中華人民共和國對於美方「一中政策」觀點
2022年8月2日美國眾議院長南西·裴洛西訪台前夕，中華人民共和國外交部發言人華春瑩發出五大聲明，其中提到「近年來，美方口頭上聲稱堅持『一個中國政策』，但行動上不斷地倒退，甚至虛化、掏空『一個中國原則』，不僅先後將其單方面炮製的中方從未承認而且堅決反對的所謂《台灣關係法》、『對台六項保證』塞入其『一個中國政策』表述，還違背僅僅與台灣方面保持非官方接觸的承諾。」